# Fabian Tamm
L'amiral Claës Fabian Tamm (13 novembre 1879 - 4 octobre 1955 à Stockholm) est un officier de la marine suédoise.

## Biographie
Tamm est le fils du baron Claës Gustaf Adolf Tamm et d'Ebba, née Tersmeden. Diplômé de l'Académie royale de marine en 1899, il est nommé sous-lieutenant. Lieutenant en 1901, capitaine en 1907, attaché naval à Berlin et Copenhague 1914-1917, capitaine de frégate de deuxième classe 1918, directeur de l'Académie royale de la marine 1921-1925, chef de département à l'état-major de la marine 1926, membre de la commission de défense 1928 et 1929, capitaine de frégate de première classe 1923, Commandant 1927, capitaine de pavillon 1930, chef du commandement naval 1931-1933, expert à la conférence de Genève sur le désarmement 1932, contre-amiral 1933, chef de la flotte côtière 1933-1939, vice-amiral 1939, chef de la marine 1939-1945. Nommé amiral de réserve en 1947, deux ans après avoir quitté le service actif.
Il est membre de l'Académie royale suédoise des sciences de la guerre, secrétaire de la Société royale des officiers de marine 1918-1921 et membre honoraire en 1933. De 1932 à 1939, il est président de l'Association des films de l'armée de terre, de la marine et de l'armée de l'air. Tamm est enterré au cimetière de Galärvarv à Stockholm. Il est marié en 1908 à la baronne Ewa Beck-Friis (1884-1963), fille du baron Carl Joachim Beck-Friis et de la baronne Anna née von Otter. Les Tamm sont enterrés au cimetière de Galärvarv à Stockholm.
En dehors de sa carrière militaire, il a présidé plusieurs entreprises, dont Ströms Bruks AB et Rederi AB Svea.

## Distinctions
- Commandeur grand-croix de l’ordre de l’Épée
- Commandeur de l'ordre de Saint-Olaf
- Grand-croix de l'ordre de la Couronne d'Italie.